# Anthem (videojuego)
Anthem es un videojuego de acción multijugador en línea desarrollado por Bioware, creadores de las sagas Mass Effect y Dragon Age, y distribuido por Electronic Arts, que utiliza el motor gráfico Frostbite. Su fecha de lanzamiento fue el 22 de febrero de 2019 en las plataformas PlayStation 4, Xbox One y Microsoft Windows.

## Ambientación
Anthem esta ambientado en un planeta sin nombre donde se pueden encontrar reliquias tecnológicas dotadas de un enorme poder conocido como The Anthem. Algunas de estas reliquias son inestables y pueden transformar el terreno, la vida salvaje, el clima e incluso crear portales. Los humanos creen que las reliquias fueron creadas por una antigua raza extraterrestre, los Shapers, que abandonaron el planeta hace milenios por razones desconocidas.
Siglos antes del comienzo del juego los humanos fueron esclavizados por los Urgoth, una cruel raza alienígena. Fue una humana llamada Helena Tarsis quien usó tecnología de los Shapers para fabricar unos poderosos exoesqueletos a los que bautizaron como javelins y con los que acabaron expulsando a los Urgoth, a quienes no se les volvió a ver.
Mucho tiempo después, concretamente diez años antes del juego, una totalitaria facción conocida como The Dominion atacó la ciudad de Freemark para tener acceso a una reliquia enterrada bajo su suelo llamada El Cenotafio. Creyendo que está reliquia les daría el control del poder del Anthem la activaron sin ponderar las consecuencias. Hubo una colosal explosión que destruyó toda la ciudad y dejó un cataclismo al que llamaron El Corazón de la Furia.

## Trama
El jugador toma el papel de un Freelancer novato que acompaña a un equipo en la misión de intentar desactivar El Cenotafio. La misión se convierte en una carnicería de la que solo escapan con vida el jugador y los líderes del equipo: Haluk y su esposa Faye. 
Dos años después el jugador se ha asentado en Fort Tarsis, una ciudad fronteriza situada entre El Corazón de la Furia y Antium, ganándose la vida junto a su socio Owen a base de cumplir modestos trabajos para los ciudadanos.
Una agente de Corvus llamada Tassyn contrata al jugador para que espie a una banda de contrabandistas conocidos como The Regulators. Una vez en su guarida el jugador encuentra a su antagonista, un líder de Dominion apodado El Monitor que además de ser un peligroso asesino tiene en su poder una reliquia de los Shapers. Tassyn cree que The Dominion esta recolectando reliquias para intentar entrar en El Cenotafio y le pide al jugador que se les adelante. Mientras, Haluk and Faye han pasado los dos últimos años diseñando un nuevo plan para desactivar El Cenotafio.
Faye y Haluk tienen la teoría de que el único Javelin lo bastante duro para resistir El Corazón de la Furia es The Javelin of Dawn, la legendaria máquina usada por Tarsis. Gracias a algunas pistas encontradas en la tumba de los legionarios localizan la ubicación de la tumba de Tarsis, donde el jugador obtiene el sello que abre la fortaleza donde se esconde la legendaria Javelin of Dawn.
Tras cumplir algunos desafíos la mismisima Tarsis se aparece en forma de holograma al jugador para felicitarle por poseer las cualidades de un auténtico legionario del amanecer y ser digno de llevar su armadura. Cuando el jugador está a punto de obtener la preciada reliquia es traicionado por su ayudante Owen que toma the Javelin of Dawn para entregarsela a El Monitor. 
Más tarde, Tassyn llega con peores noticias: The Dominion están cerca de alcanzar El Cenotafio. Haluk, herido en su orgullo porque Faye considera que ya no está en condiciones de pilotar un javelin, vuela a la fortaleza para intentar activar El Escudo del Amanecer, pero allí cae en una trampa de Dominion. Haluk está a punto de morir pero Owen, lleno de remordimientos, le salva y les devuelve la reliquia de la general Tarsis.
Con su nueva Javelin y el apoyo remoto de Faye y Haluk el jugador logra por fin matar a El Monitor y desactivar El Cenotafio.
Mientras celebran la victoria en Fort Tarsis, Tassyn se lleva aparte al jugador y le muestra el cadáver de un Urgoth recientemente encontrado cerca de la ciudad. Se avecinan graves problemas.

## Desarrollo
El juego fue anunciado en la conferencia de EA del E3 2017, mientras que mostró su primer gameplay en la conferencia de Microsoft del mismo año. En un principio estaba previsto su lanzamiento a lo largo de 2018, pero a comienzos de ese año, EA anunció su retraso hasta 2019. Sin embargo, durante una teleconferencia financiera, el director financiero Blake Jorgensen, desveló que el título llegará en el último mes del primer trimestre del año: marzo de 2019. Sin embargo, durante la conferencia de Electronic Arts en el E3 2018, se confirmó su salida a la venta para el 22 de febrero de 2019. El 24 de febrero de 2021 Bioware anunció que dejarían de desarrollar el siguiente juego llamado Anthem NEXT y como consecuencia el juego Anthem dejaría de recibir actualizaciones de contenido nuevo y que se centrarían en arreglar los fallos o problemas de la versión actual.

## Clases
En Anthem podremos equiparnos con 4 Javelins diferentes. Estos son una especie de armaduras o exoesqueletos que podremos cambiar entre misiones a nuestra voluntad, motivo por el cual el juego sólo nos dejará crear un solo personaje. Cada uno de estos exoesqueletos contará con atributos distintos, permitiendo cumplir diferentes roles dentro del grupo. Esto hará que cada tipo de armadura otorgue diversas habilidades enfocadas al ataque, a sanar al grupo, a potenciarlo o a ayudar en tareas defensivas. 
- Colossus. El tanque, habilidoso en el cuerpo a cuerpo, con una gran capacidad de ataque.
- Storm. Una Javelin pensada para los jugadores que prefieran atacar desde la distancia con ataques elementales.
- Ranger. Un exoesqueleto versátil y multiusos, pensado para diferentes tareas y situaciones.
- Interceptor. Pensado para la velocidad, ideal para realizar incursiones y ataques rápidos.

## Recepción
Anthem recibió críticas mixtas por parte de la crítica especializada, especialmente en Metacritic.

## Problemas en PlayStation 4
El juego en PlayStation 4 no tuvo un buen comienzo, ya que el juego empezó a contar con problemas y fallos graves, entre estos diversos problemas usuarios del juego reportaban que el juego causaba que sus consolas se apagaran de manera repentina (como si se hubiese desconectado la consola de la corriente o se hubiese ido la electricidad) mientras que otros reportaban que sus consolas ya no encendían de manera normal, esto causó el enfado de cientos usuarios y exigieron un reembolso del juego a Sony Interactive Entertainment, según algunos usuarios, la compañía les reembolsó el dinero sin ningún tipo problema, mientras que otros reportaban que todavía ni habían recibido respuesta.